# Lance-grenades

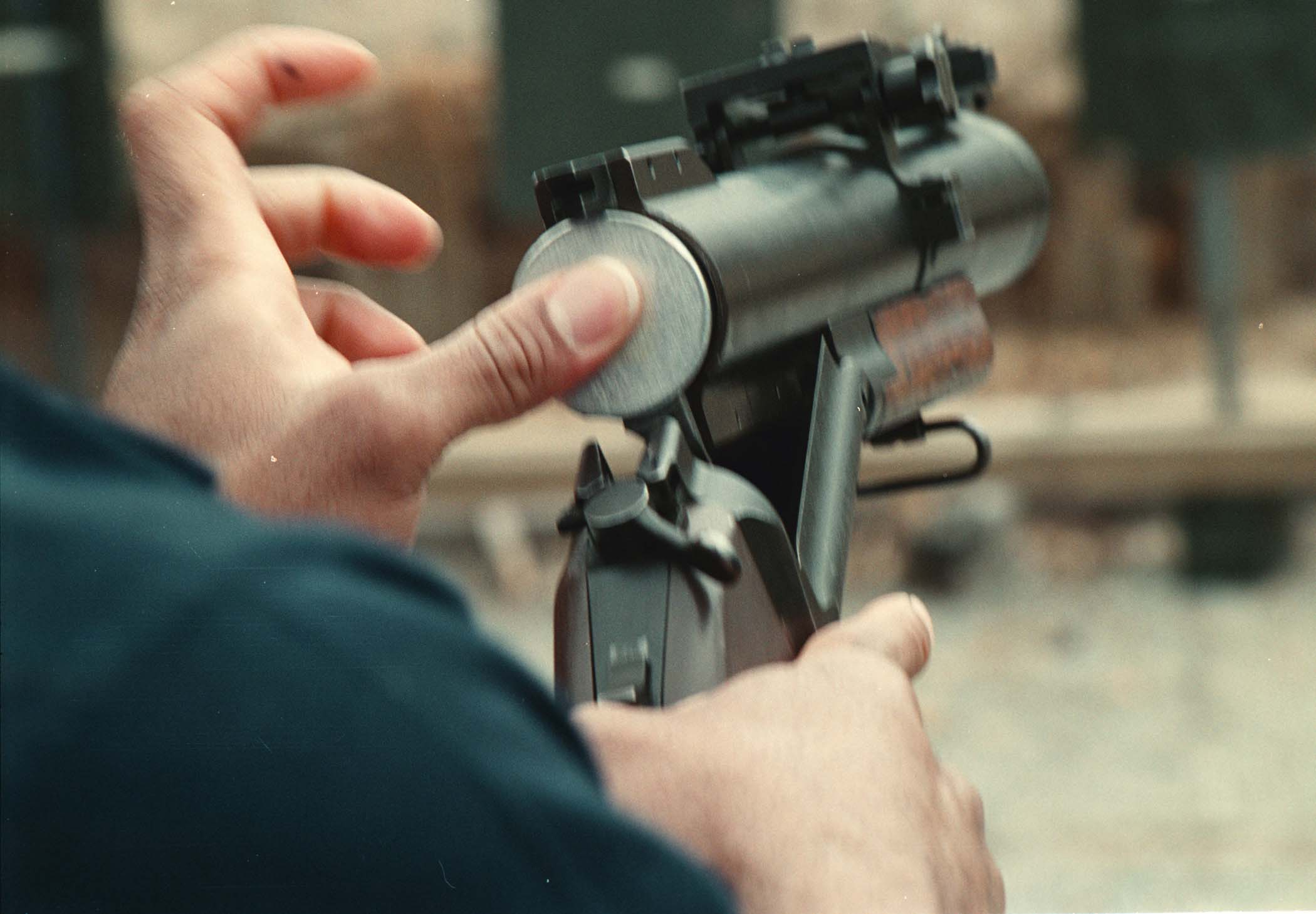
Lance-grenades M79, chargé avec une munition non létale.

Un lance-grenades est une arme conçue pour tirer des grenades. Elle tire des grenades plus loin, plus précisément et plus rapidement qu'un lanceur humain. Les lance-grenades existent sous plusieurs formes : arme individuelle (à un coup ou à répétition), option montée sous le canon d'une arme et arme lourde sur trépied (ou véhicule). 
Le lance-grenades doit être différencié du système alternatif de grenade à fusil. Dans ce second cas, une arme est modifiée pour pouvoir tirer des grenades insérées sur son canon.

## Histoire
Bien que les lance-grenades individuels existent depuis le XIXe siècle, il aura fallu attendre l'Entre-deux-guerres pour que les premiers lance-grenades lourds à répétition fassent leur apparition. Le principe s'en est développé pendant les conflits de la deuxième moitié du XXe siècle, par exemple lors de la guerre du Vietnam, quand les grenadiers américains se sont vus dotés de lance-grenades de 40 mm. Cette arme est devenue incontournable dans les Armées de terre actuelles.

## Les différentes formes
|  |  |  |  |  |  |
|  |  |  |  |  |  |

### Lance-grenades individuel

#### Lance-grenades un coup

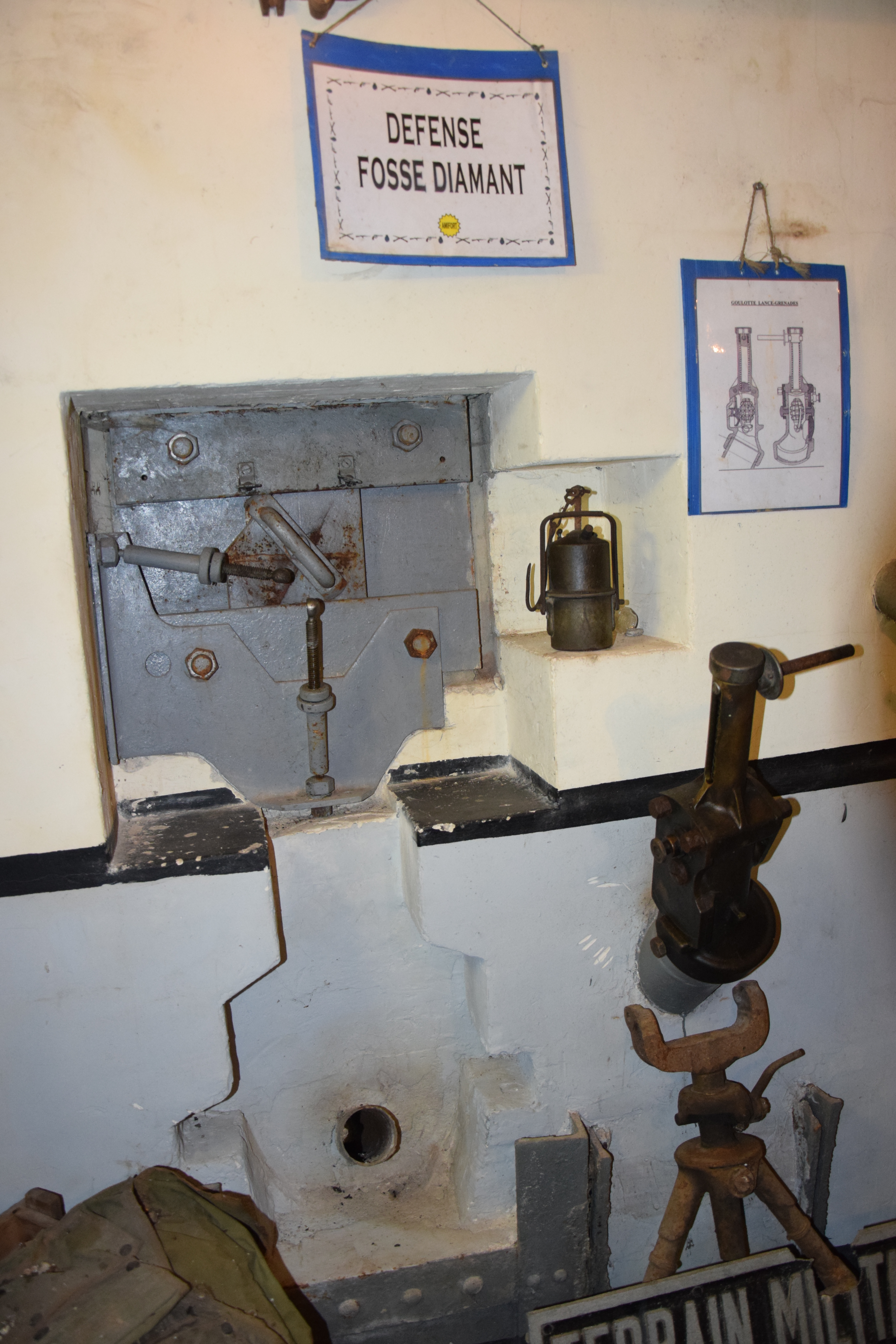
Goulotte lance grenade dans une casemate
de l'ouvrage de La Salmagne.

Il s'agit d'une arme à feu à un coup. Elle est rechargée manuellement, et accepte généralement des grenades de calibre 30 à 40 mm. Des exemples connus sont le M79 ou le GL06 pour les armes à un coup tenu à bout de bras.
Une variante est la goulotte lance-grenades, dispositif comprenant un lanceur monté sur un tube en fer qui traverse un conduit oblique à 45° dans les murs arrières des casemates et blocs de combats de la ligne Maginot. Ce dispositif est utilisé pour la défense verticale rapprochée dans les ouvrages de cette ligne.

#### Lance-grenades à répétition
Les lances-grenades à répétition peuvent chambrer plus d'une grenade à la fois, ils sont souvent à pompe. Les plus connus sont le China Lake NATIC à quatre coups, le GM-94 à pompe 3 coups.

#### Lance-grenades multiples

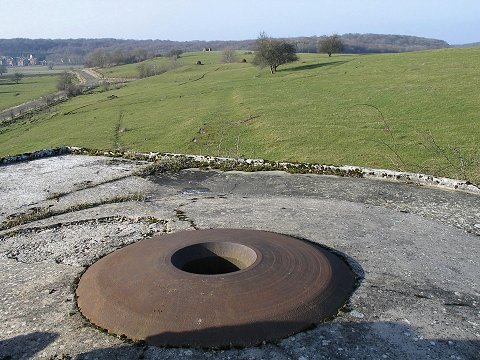
Une cloche lance-grenades est équipée d'un mortier qui permet d'éjecter de multiples grenades (ouvrage de Latiremont).

Les lance-grenades multiples sont généralement semi-automatique et reprennent le principe des barillets des revolvers, le rechargement se fait de la même manière, soit en détachant le barillet du corps de l'arme ou en insérant les grenades directement dans les tubes. Le Milkor MGL « six-coups » pour les lance-grenades multiples ainsi que le RG-6 sont les plus connus, et le lance-grenades individuel Mle F1 pour ceux utilisés comme les mortiers légers.

### Lance-grenades monté
Le lance-grenades est monté sur le canon d'une arme automatique. Il dispose de sa propre queue de détente et le chargeur de l'arme fait souvent office de poignée. Pour tirer une grenade, il suffit de retirer la sécurité et de presser sur la détente.
Sur la majorité des systèmes, le canon glisse vers l'avant ou pivote automatiquement après le tir, pour permettre le rechargement. Pour viser, le tireur utilise un viseur long rétractable, encoché sur plusieurs niveaux, ou bien un viseur de type « cadrant », monté sur le côté de l'arme. Le recul généré par ces lance-grenades est important par rapport au recul généré par le tir des balles.
Le M203, le HK 79, le GP-30, le AG-40 et le AG36 (en) sont des exemples célèbres de lance-grenades montés.
|                                           |  |                                             |
| Lance-grenades M203 monté sur un Colt M4. |  | Rechargement d'un M203, monté sur un M16A1. |

### Lance-grenade intégré
Le programme américain Objective Individual Combat Weapon, en français polyarme-polyprojectile ou PAPOP, vise à doter le fantassin de base d'une armée intégrée combinant fusil d'assaut et lance-grenade ainsi que divers autres accessoires de désignation de cible. Par exemple le fusil d'assaut sud-coréen K11 est équipé d'un lance-grenade bullpup intégré à culasse à verrou, il se recharge manuellement à partir d'un chargeur pouvant contenir 5 coups, de même type qu'un chargeur classique à cartouches.

### Lance-grenades lourd

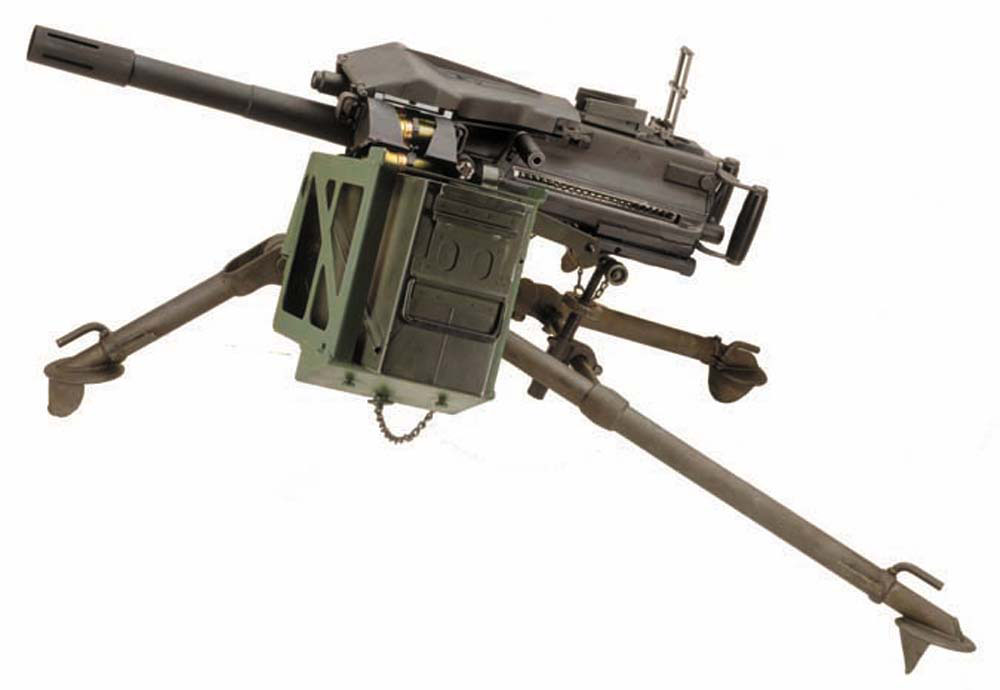
Lance-grenades lourd Mk19 de 40 mm, monté sur trépied.

Des modèles plus lourds sont capables de tirer des grenades avec une vélocité en sortie de canon plus élevée. Ils tirent des munitions spécifiques, plus puissantes que celles destinées aux armes légères. Ils se présentent, soit montés sur trépied, soit montés sur véhicules. Ils fonctionnent souvent en mode automatique, avec un magasin sur le côté. L'infanterie a recours à de telles armes pour les tirs de suppression, la défense d'une zone ou la destruction, partielle ou totale, de véhicules légers et de bâtiments.

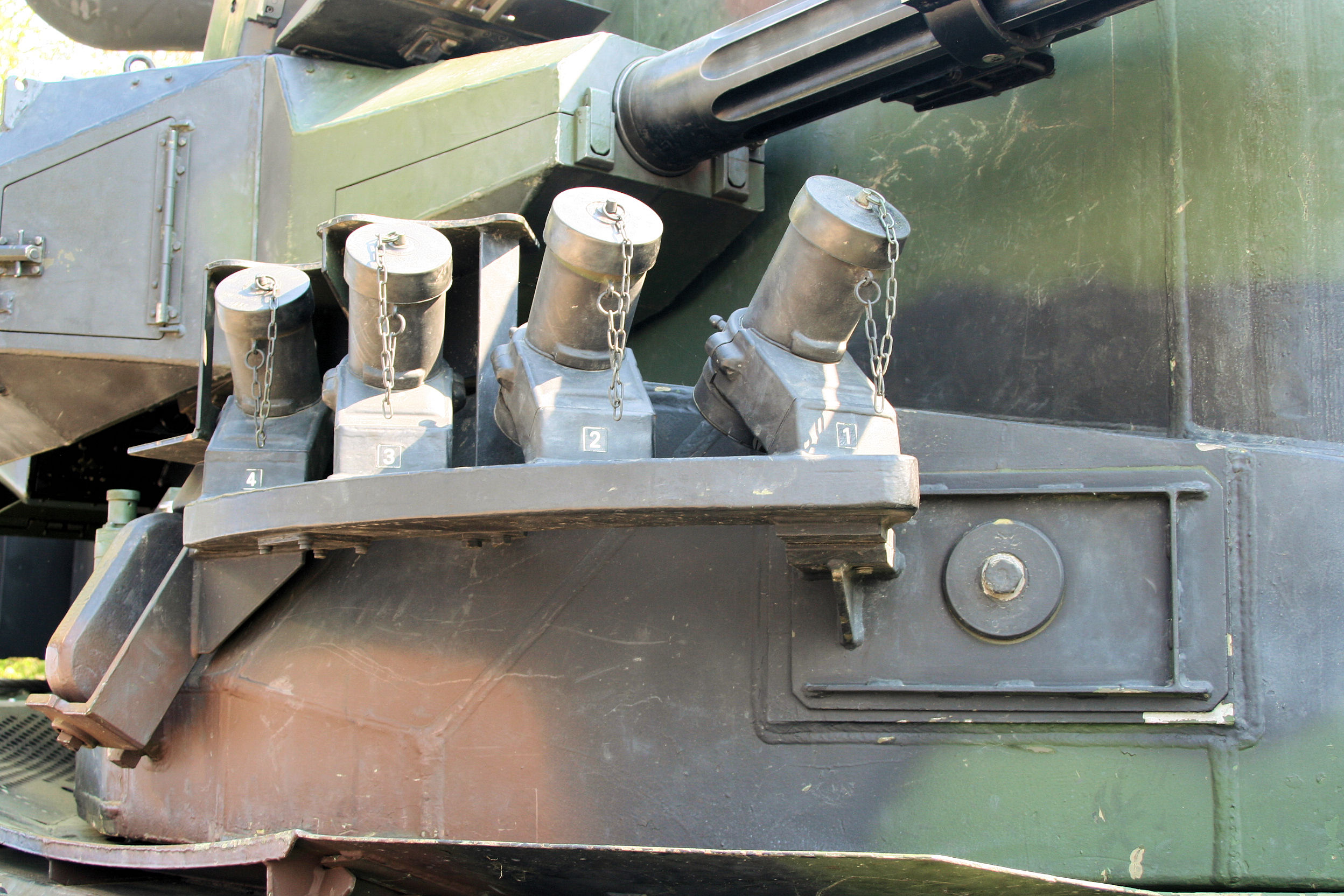
Lance-grenades fumigènes sur char.

Montés sur certains véhicules de combat (hélicoptère, véhicule léger, char, etc.), ils font office de système de défense, par l'utilisation de grenades fumigènes pour produire des écrans de fumée et couvrir la fuite. Il est également courant de lancer des grenades de type « paillette » (contre-mesures électronique), des grenades éclairantes ou antipersonnel (pour repousser une attaque de l'infanterie ennemie, par exemple). Ils peuvent aussi être utilisés comme artillerie de proximité en inclinant l'arme à pratiquement 90° ce qui permet d'atteindre une cible sans forcement l'avoir en ligne de mire[source secondaire souhaitée].
Les plus connus sont les Mk 19 ou Mk 47 américains et également les modèles soviétiques et russes : AGS-17 ; AGS-30 ; AGS-40

## Caractéristiques des grenades

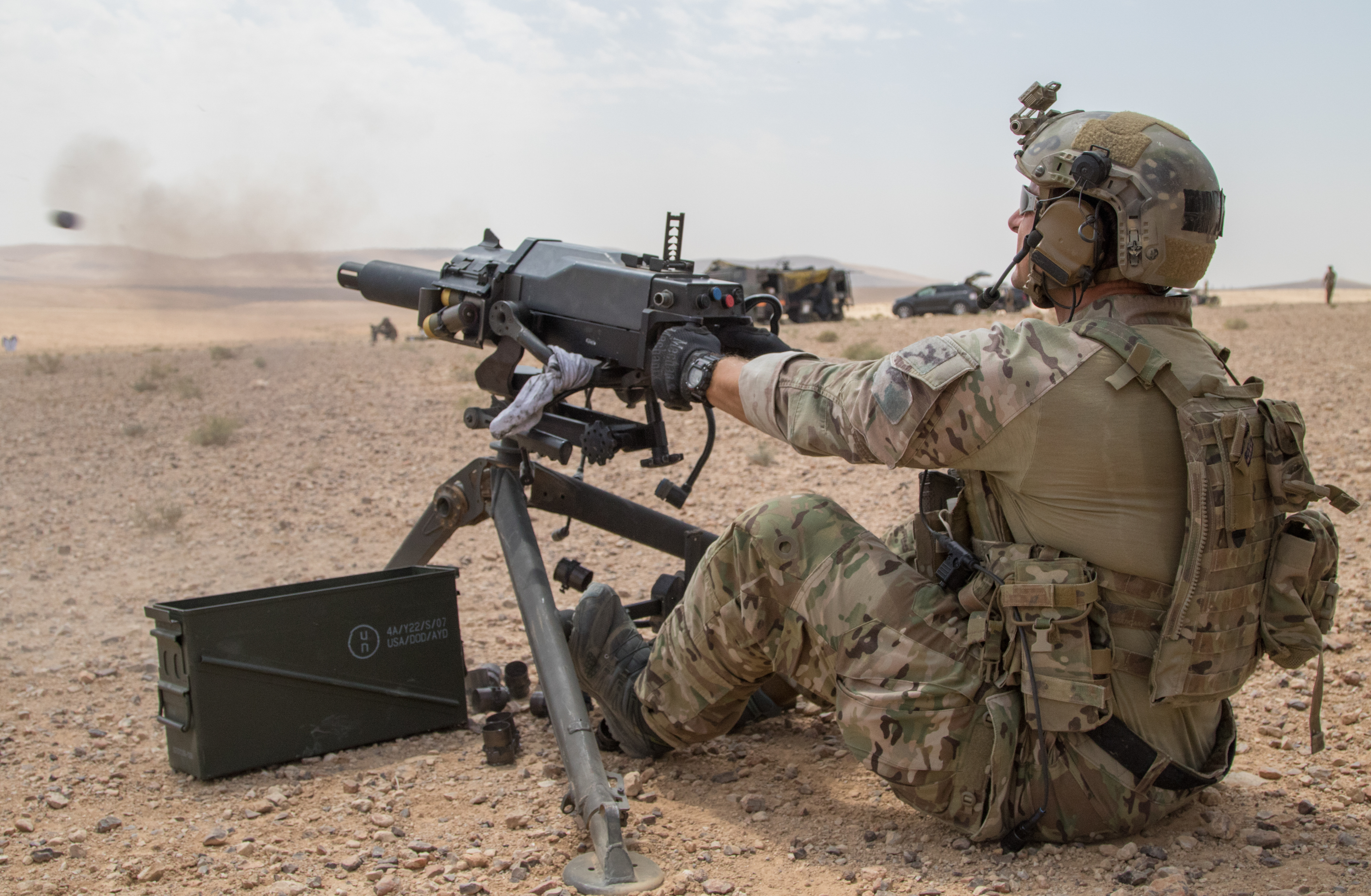
Un soldat du USASOC tirant au lance-grenades Mk 47 Striker pouvant utiliser des grenades intelligentes durant un exercice en Jordanie le 28 aout 2019.

Les grenades tirées ressemblent plus à des obus qu'à des grenades à main.
Depuis les années 1960-1970 et la popularisation du lance-grenade M79, puis du M203, la grenade la plus répandue est celle de 40 mm. Il s'agit d'un standard polyvalent : arme antipersonnel, antichar, fumigène, à feux d'illumination (dans le domaine visible et infrarouge), etc. Il existe même des grenades qui embarquent une caméra et transmettent une vidéo du champ de bataille, vu du ciel[réf. nécessaire]. Quant aux grenades programmables airburst, elles permettent de programmer l'explosion au-dessus de la cible en vue d'en augmenter l'efficacité létale. Il est considéré que le calibre de 30 mm est le seuil minimal pour créer des éclats capables de percer un gilet pare-balles standard et donc de neutraliser un fantassin qui en est équipé.